# 1881
1881（英語：1881 Heritage）前身為水警總區總部，位於香港九龍油尖旺區尖沙咀廣東道2號A，1884-1996年期間為水警總區總部，1994年成為香港法定古蹟。該建築物2000年代由長江實業改建為酒店，設有小型商場，命名為1881，2009年11月11日正式開幕 。
雖然建築物名稱是1881，但建築物本身是1884年建成，1881是其奠基年份。

## 歷史

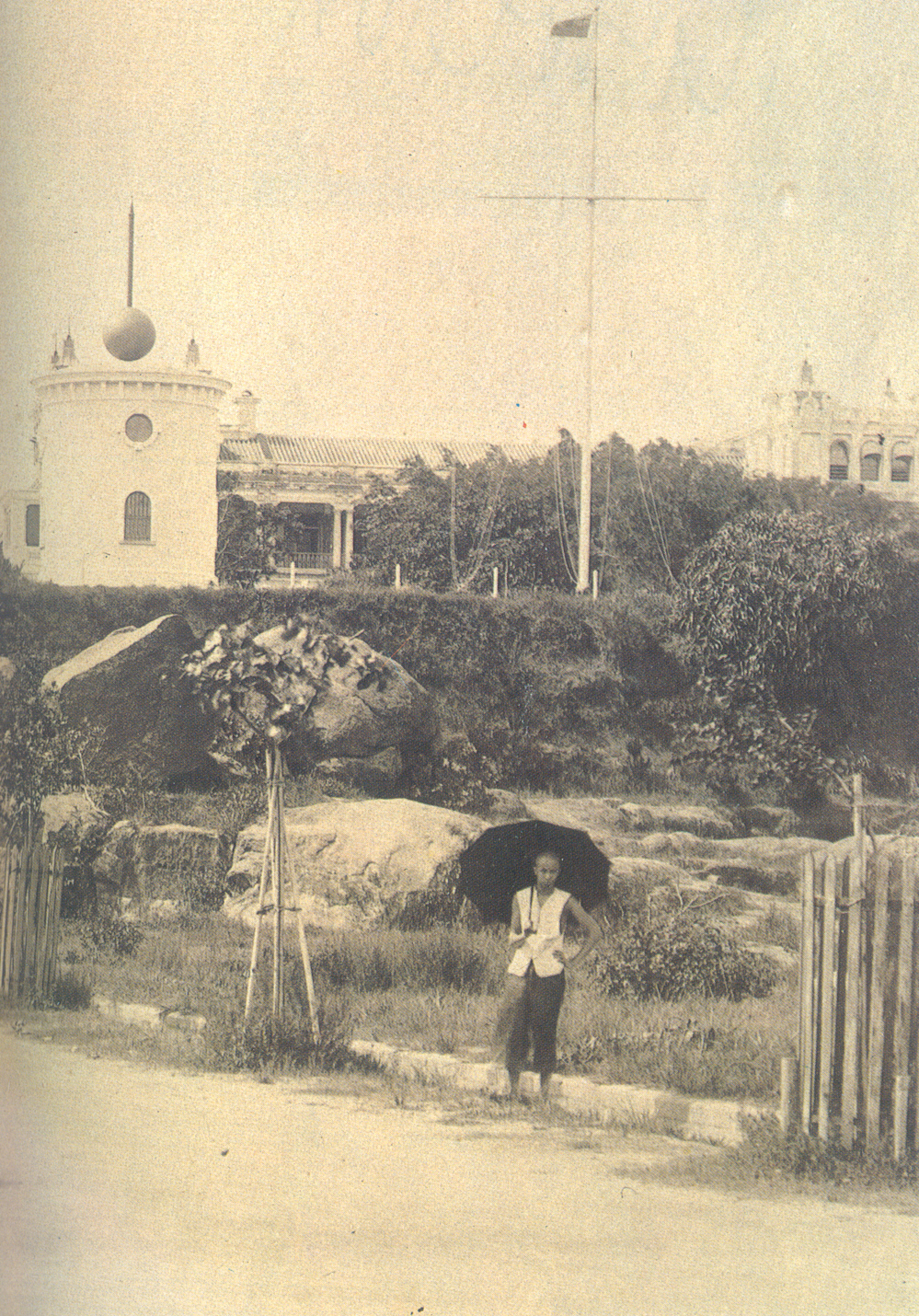
1908年的香港水警總部，左上方是報時球的設備

早於1842年，該處已經設立九龍西1號炮台（Kowloon West I Battery），於1854年前廢置。水警總部前身是一艘名為約翰．亞當號的鴉片船，該船於1884年2月26日起火，火勢一發不可收拾，幸無傷亡。當年香港政府於炮台遺址興建水警總部大樓，大樓於同年9月19日落成，原高兩層，於1920年代加建至3層。在日佔時期，曾經被日本皇軍用作指揮所。
1967年，該處的土地被劃為商住用途，並且計劃將該處發展為公共交通車站。1976年7月，政府曾一度有意將土地用途改成政府及社區設施用途，並將車站移到天星小輪碼頭，但遭當時的運輸署反對，於是規劃仍維持作交通及商住綜合發展模式。
1979年6月5日，亦即是世界環境日，長春社與香港文物學會發表聯合聲明，提出6項環境、休閒及文化理由，要求保育該處，並將它發展成公園。城市規劃委員會於6月8日拒絕，指保育建議將會阻礙商業發展及干預香港的整體經濟。同年7月，長春社公布研究，指該處有21種樹木品種，而同年8月，香港大學William Kyle博士發表微氣候研究結果，指該處的樹木是尖沙咀的城市綠洲，可舒緩尖沙咀南的熱島效應。長春社又指出，前水警總部曾經為日本皇軍駐港總部，日本皇軍又在地底掘了兩條隧道，以備戰時所需，建築物有歷史價值需保留。多個民間團體聯手向政府呈交了一份50頁長的報告，要求保育該處。此後，該處的發展擱置了近20年。
水警總部的建築一直使用至1996年，總部遷往香港島西灣河的新建築為止。至2003年，香港政府以商業招標形式將其交予私人公司發展，長江實業以逾3.52億元投得水警總部發展權，為期50年。在保留原有建築物的前提下，長實投資逾10億港元將前水警總部改建成為古蹟酒店。

## 建築特色

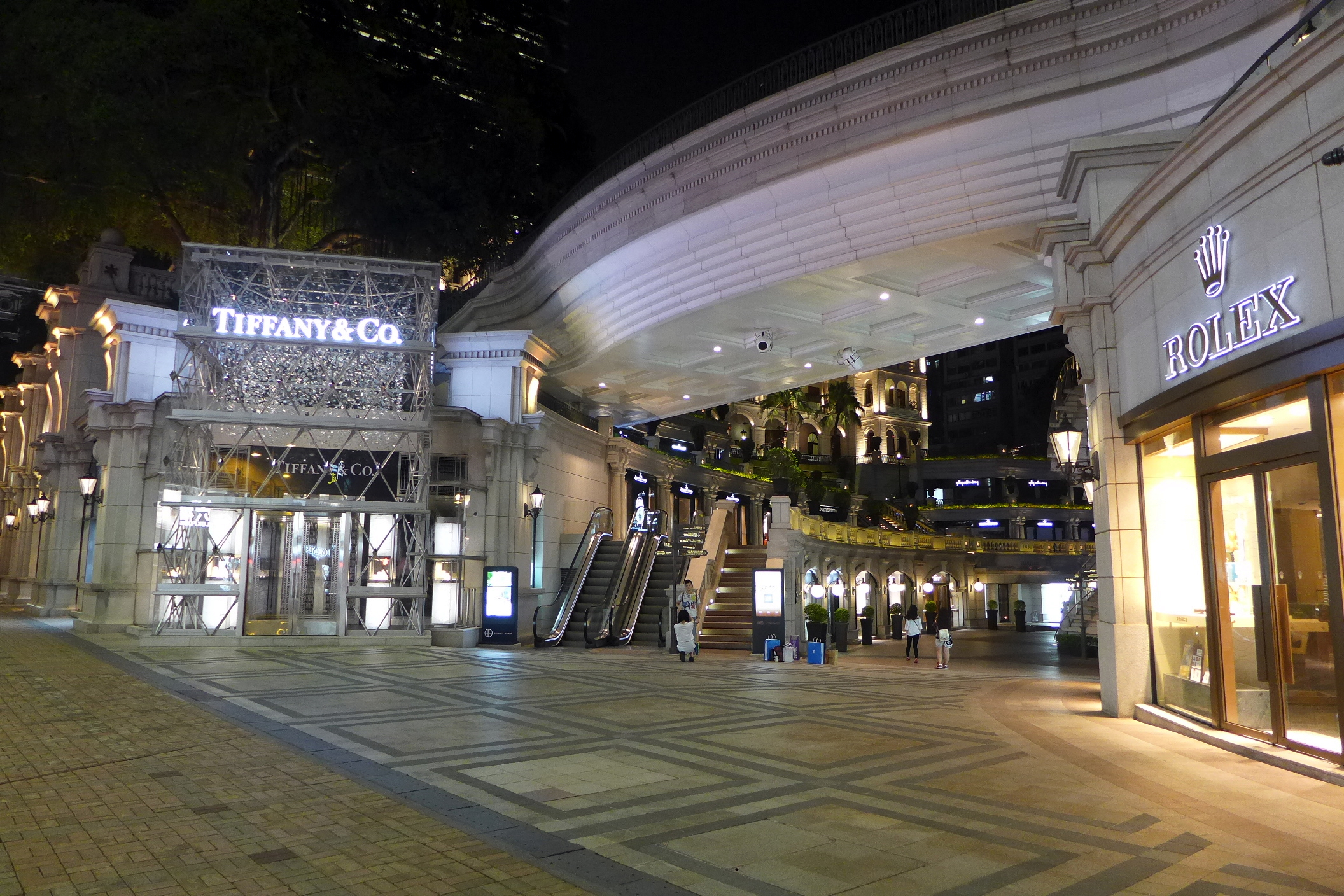
廣東道入口

前水警總部大樓具維多利亞時代的建築特色，旁邊設有與舊尖沙咀警署共用的馬房。大樓南面亦建有一座樓方兩層的報時塔，為1907年訊號山的報時塔啟用前的報時的地方，報時裝置遷離後改為水警展覽館。
這座古建築由5組建築物組成，包括主體大樓、馬廐、報時塔（俗稱為圓屋）、九龍消防局及消防宿舍。建築物於2009年改建完成後，佔地約13萬方呎，設有不多於30間酒店房間，房間面積由800至1,000平方呎，房內擁有百多年歷史的火爐，原水警總部內的羈押牢房仍然保留。

### 商場
總部大樓外的空地則改建為商場，佔地8萬平方呎樓面共20多個舗位，每個舖位由200餘至8,000餘平方呎不等。風光時擁有多個國際級名牌，包括卡地亞、Tiffany & Co、萬寶龍、伯爵表、寶珀、寶璣、蕭邦錶、江詩丹頓、積家、万国表、梵克雅宝、勞力士、英皇鐘表珠寶、溥儀眼鏡及上海灘、王子飯店京川滬廚房等進駐商場。租戶組合中鐘錶珠寶佔34%、服裝精品佔16%、酒店、餐飲及相關設施佔50%。2009年5月時還開設一間臨時的屈臣氏酒窖分店。到2024年9月初，商場店舖只剩下3家，分別有CHAUMET、HUBLOT及溥儀眼鏡，其餘均顯示為「即將開幕」。

### 酒店
1881設有一間酒店名為1881公館（House 1881），前稱前水警總部酒店及海利公館（Hullett House，以19世紀英國學者Richmond William Hullett命名以茲紀念）。酒店設12間套房，面積由82至87平方米不等，各套房的裝修各有主題，並且以香港的海灣命名，例如南灣套房、深水灣套房、銀礦灣套房等。酒店設7間餐廳和酒吧（長廊、馬堡扒房、聖喬治、隆濤院、香檳廊、馬堡閣和水警吧）。
2017年5月15日，原由海利公館業主長和集團所託管的酒店管理公司廣域理念有限公司表示於6月14日將不再參與營運及管理業務，並按照勞工法例於合約結束前一個月發出書面通知予各員工，有關僱傭合約將於6月14日完結；員工如工作至6月14日，除獲發放6月份薪酬、工作滿兩年以上員工的遣散費外，並會按工作表現額外獲得該集團酌情發放的一次性特別酬金。發言人又指出，將協助所有受影響員工，盡力安排到廣域旗下其他品牌繼續工作；若沒有合適的職位，集團將根據勞工法例安排遣散。
唯經洽商後，海利公館最終由1881業主長和集團旗下的海逸國際酒店集團管理與營運，酒店得以繼續經營並將其併入成為集團成員。
其後於2019年5月，酒店再度易手並由李澤楷私人投資之富衛集團承租，同時更名為現稱。

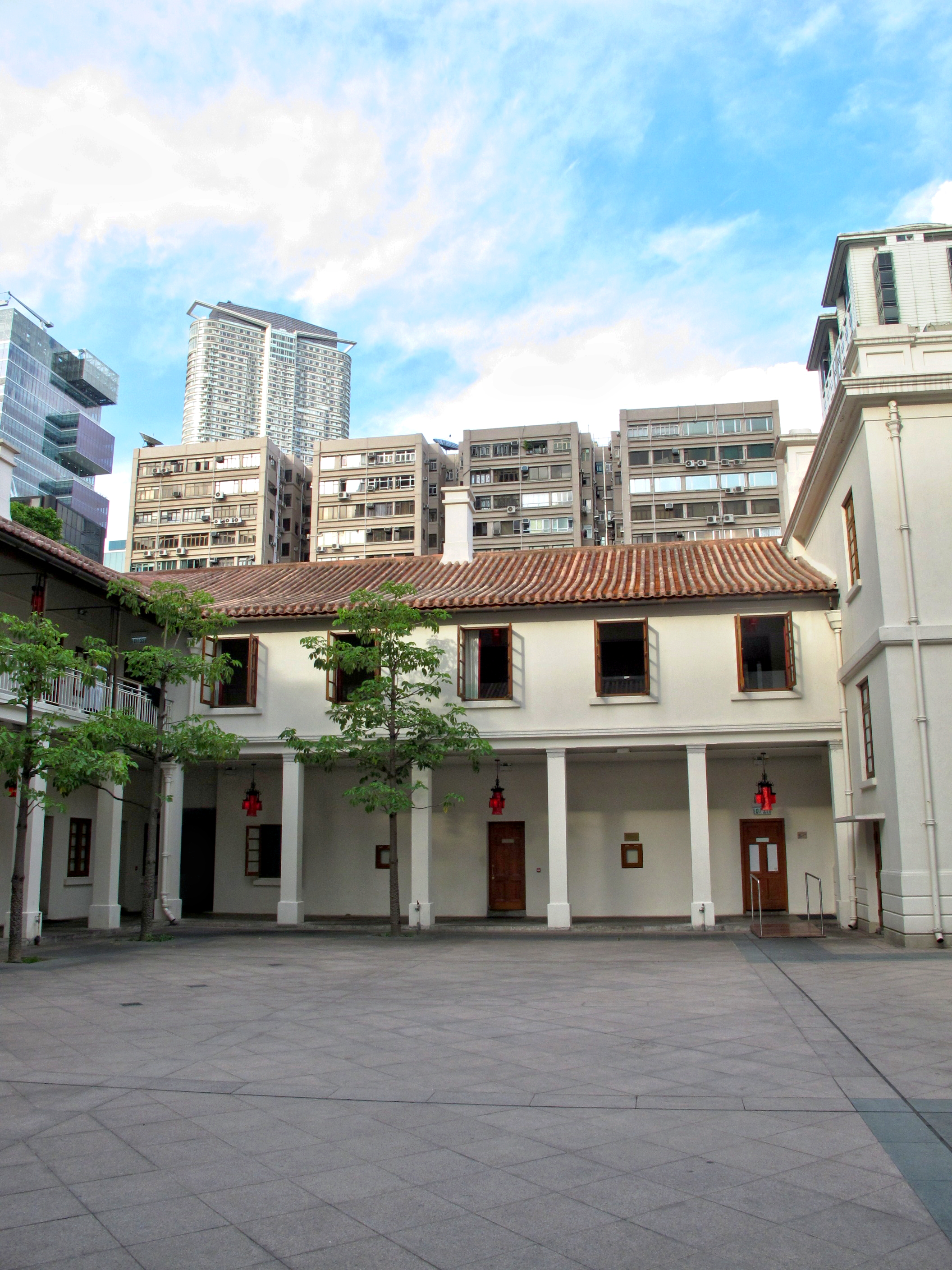
前香港水警總部主樓 （現已改作酒店後花園）
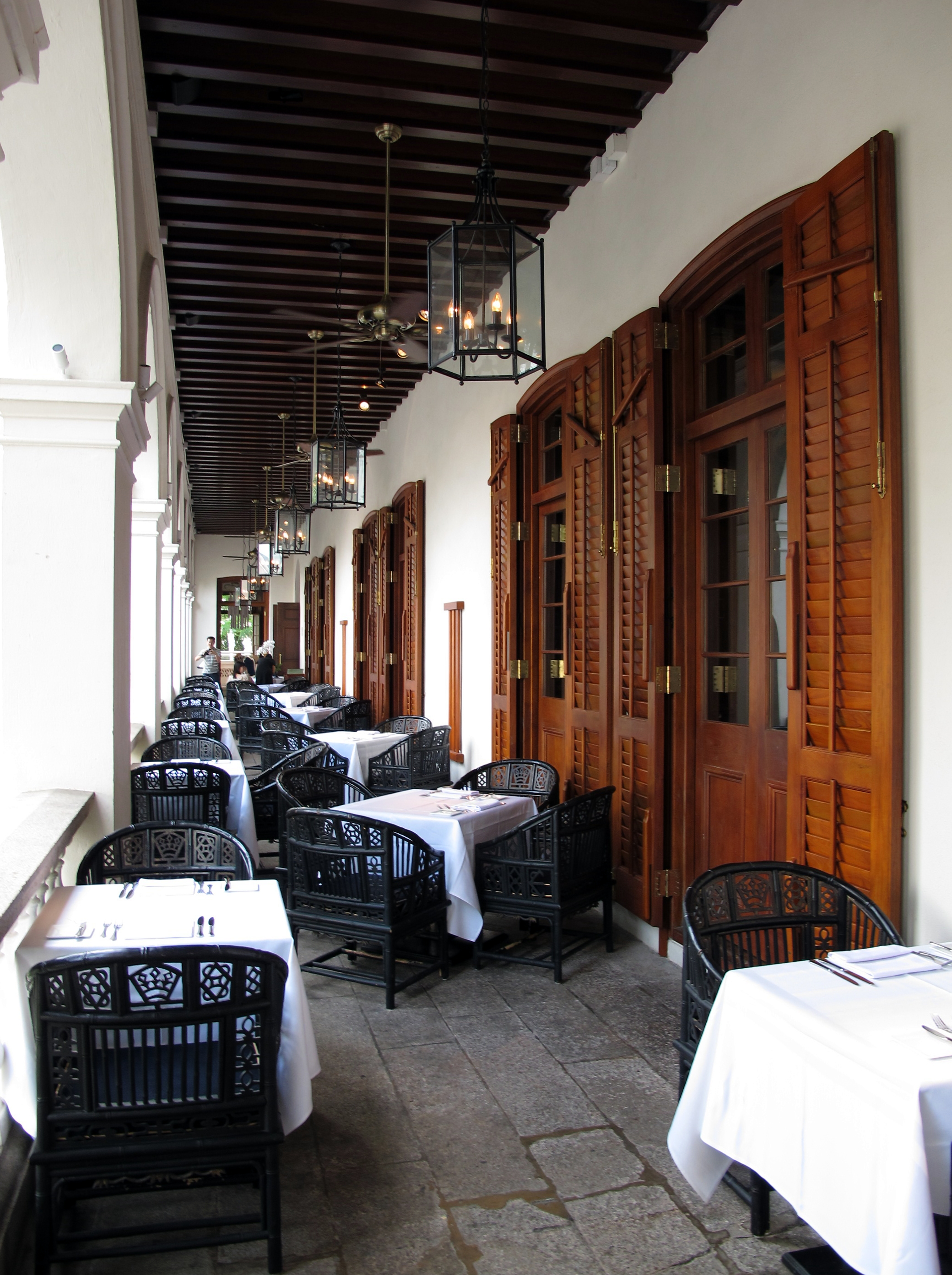
前香港水警總部主樓走廊 （現已改作餐廳「長廊」）
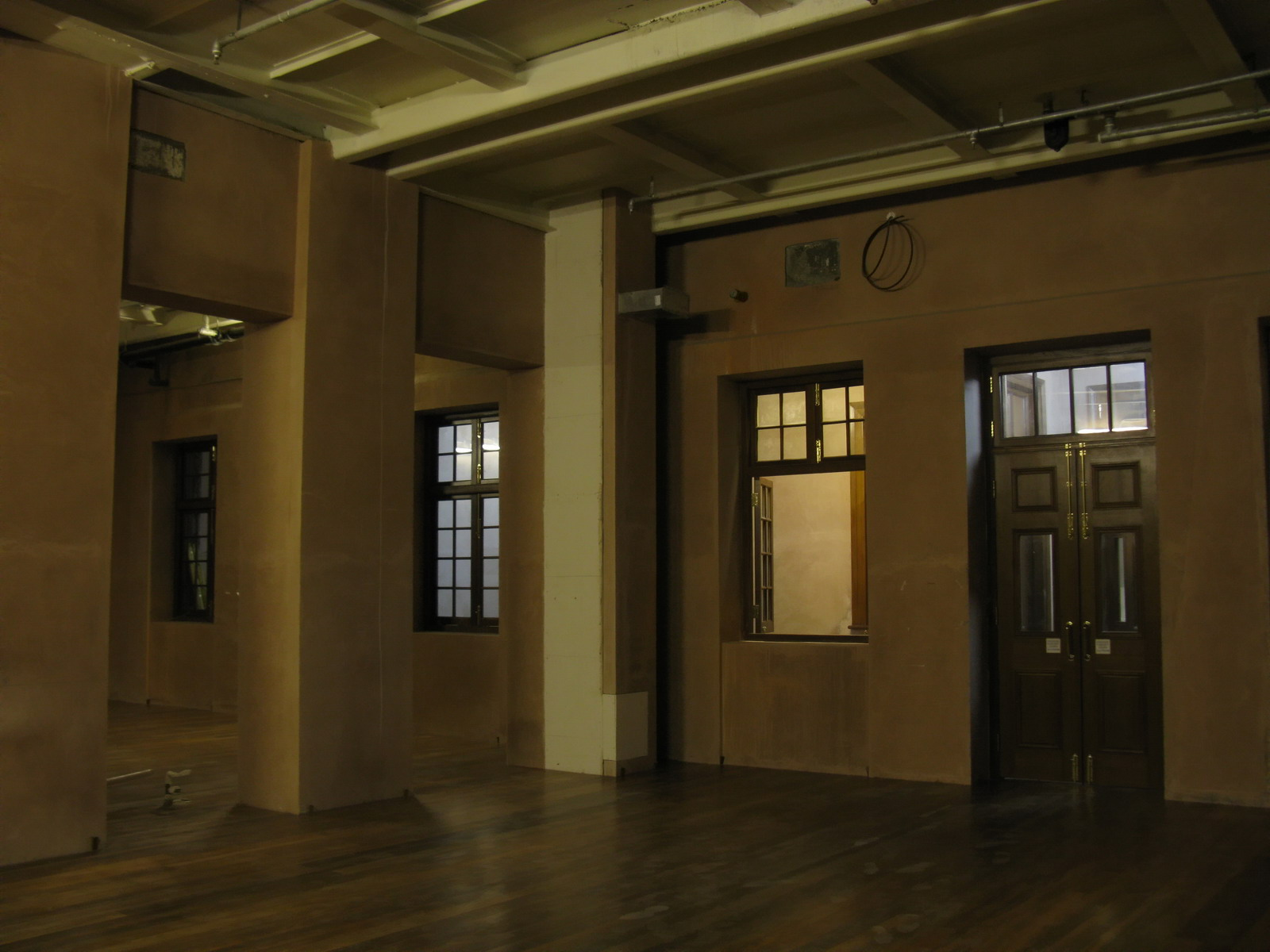
前香港水警總部主樓內部 （現已改作餐廳）
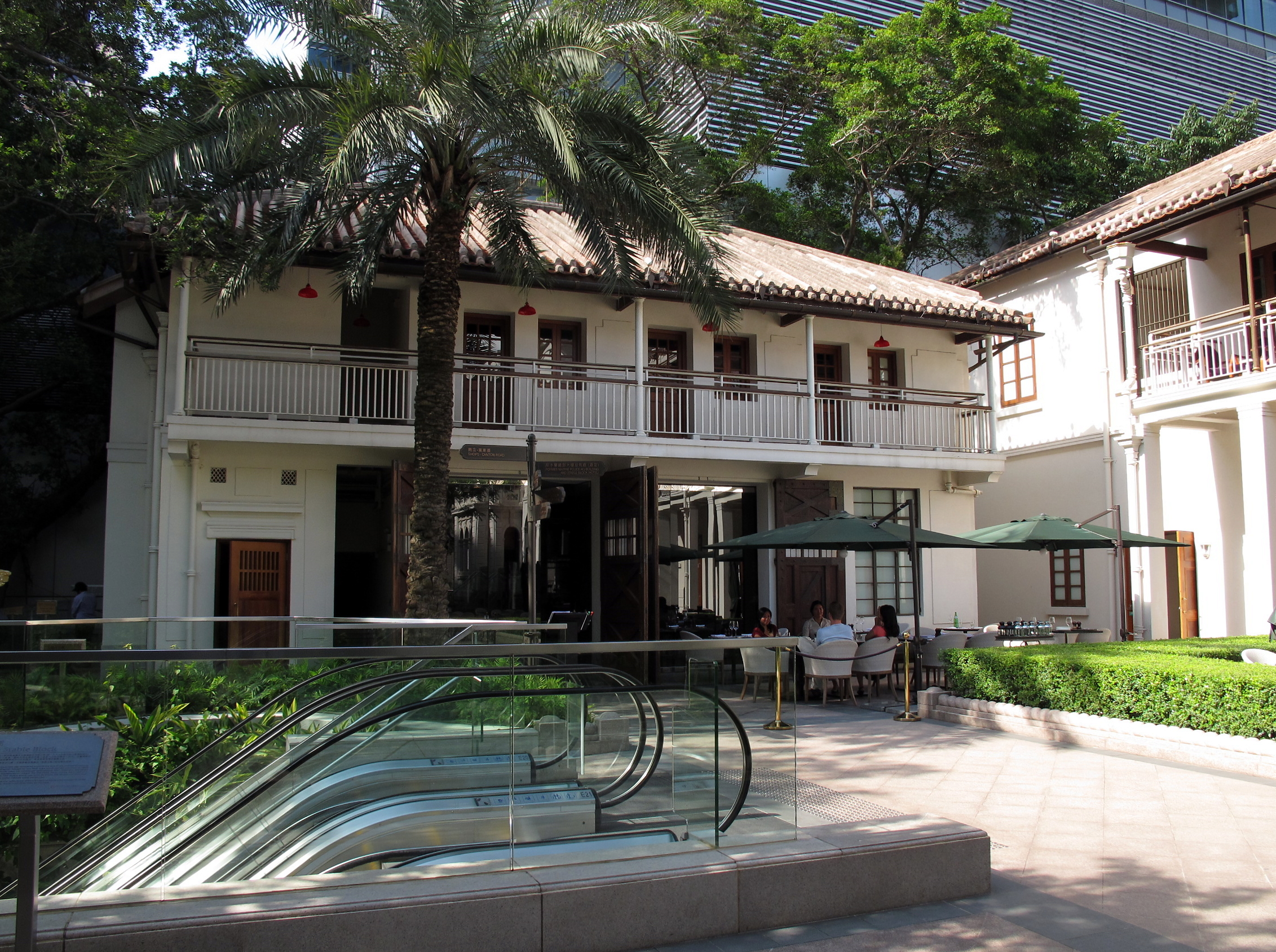
馬廄已成餐廳「馬堡扒房」
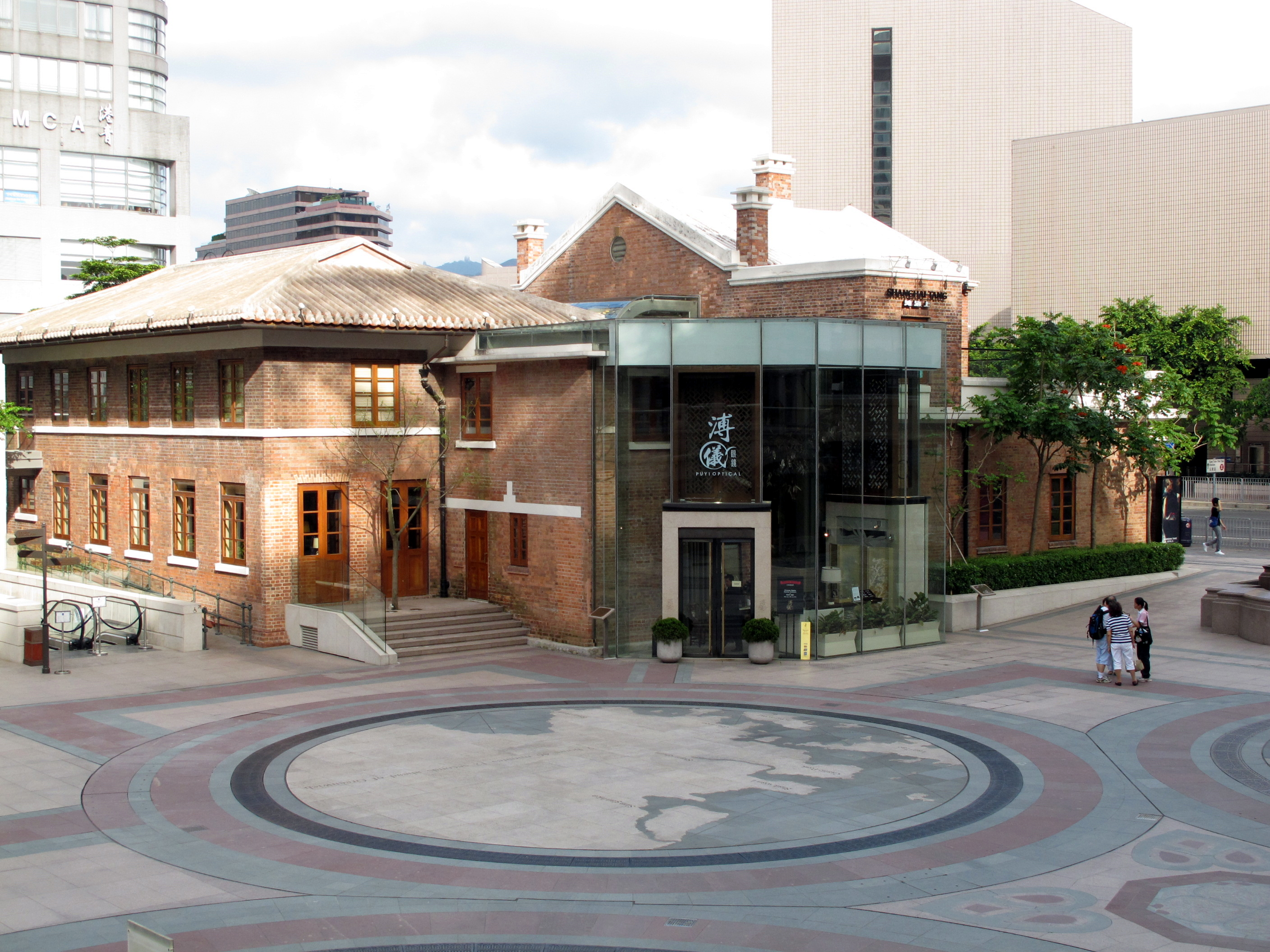
翻新後的前九龍消防局， 現為溥儀眼鏡旗舰店

## 爭議

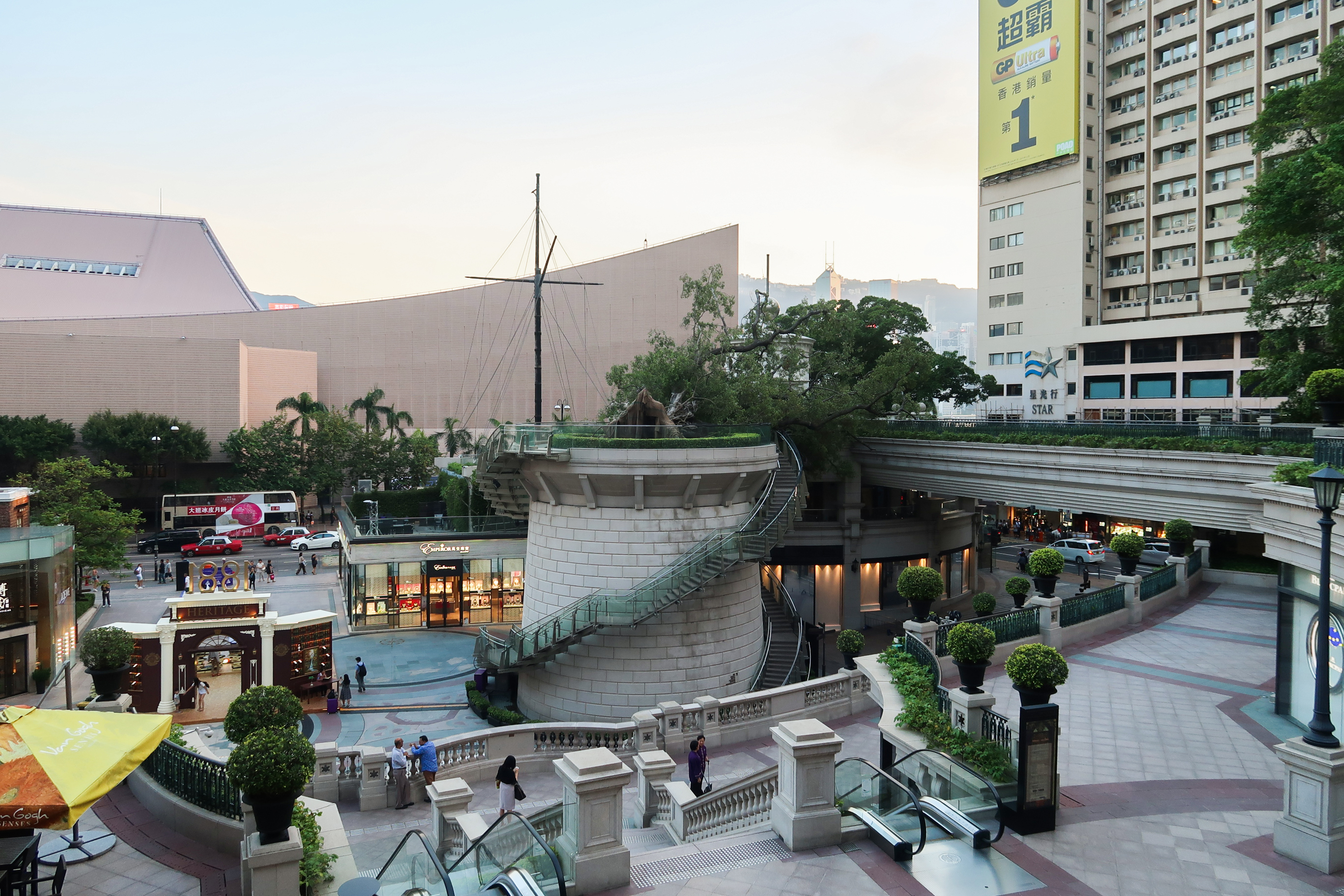
觀景台曾經種植百年細葉榕，不過在2018年被超強颱風山竹 (2018年)吹倒。到2020年4月末，業主長實向城規會申請將圓形觀景台移除，以擴闊廣場空間

### 只有少量樹木保留
水警總部位原於山上，發展期間長實把整座尖沙咀山夷平，而原有192棵樹，但長實在中標後要求砍伐地盤內70%的樹木，計劃被城規會駁回。長實後來成功闖關，最終水警總部大樓只有18棵樹被保留。因為替政府簽合同是地政總署，主管項目門是旅遊事務署，古蹟辦事處只是需要時被諮詢、聊備一格的小衙門。到2020年4月末，業主長實向城規會申請將圓形觀景台移除，以擴闊廣場空間。而觀景台曾經種植百年細葉榕，不過在2018年被颱風山竹吹倒。

### 開放參觀部份
現時長實每日只會在指定時段安排市民參加免費導賞團參觀酒店內部，而只有1881前方的露天廣場是可以讓市民與遊客自由拍照。有古物諮詢委員會成員到餐廳用膳後擬拍照留念時，遭保安員喝止。

### 名稱與建成年份不符
水警總部建於1884年，但命名卻用上1881，未能表達建築物本身意義。長實執行董事趙國雄表示1881為水警總部主體大樓的奠基年份，因此而採用。

### 商舖十室九空
2024年9月，受到香港零售巿道疲弱拖累，1881內30多個商舖只剩下3間仍在營業，知名品牌均退租離場。長實稱商場正在調整零售組合，計劃提供更多休閒餐飲店及針對Z世代購物者的品牌。

## 特別活動
- 2014：海利公館聖誕市集

12月初以 Christmas（聖誕）、Cheese（芝士）、 Chocolate（朱古力）及 Charity（慈善）四C為主題，舉行三天的聖誕市集，設有攤檔各種售賣應節物品，例如：幼兒及小童玩具衣飾、聖誕擺設及應節食物（傳統糕點、節日火腿等）。不時會有舞蹈表演、詩歌等表演。
- 2015：1881 HERITAGE Tea Party

1881 Heritage將巨型皇室茶具裝飾陳列於廣場中央，安排了在五月至八月期間每月舉行兩場古典音樂劇表演，四間旗下食府推出下午茶優惠，讓顧客親身體驗歐洲貴族的茶叙風情。 

## 圖集

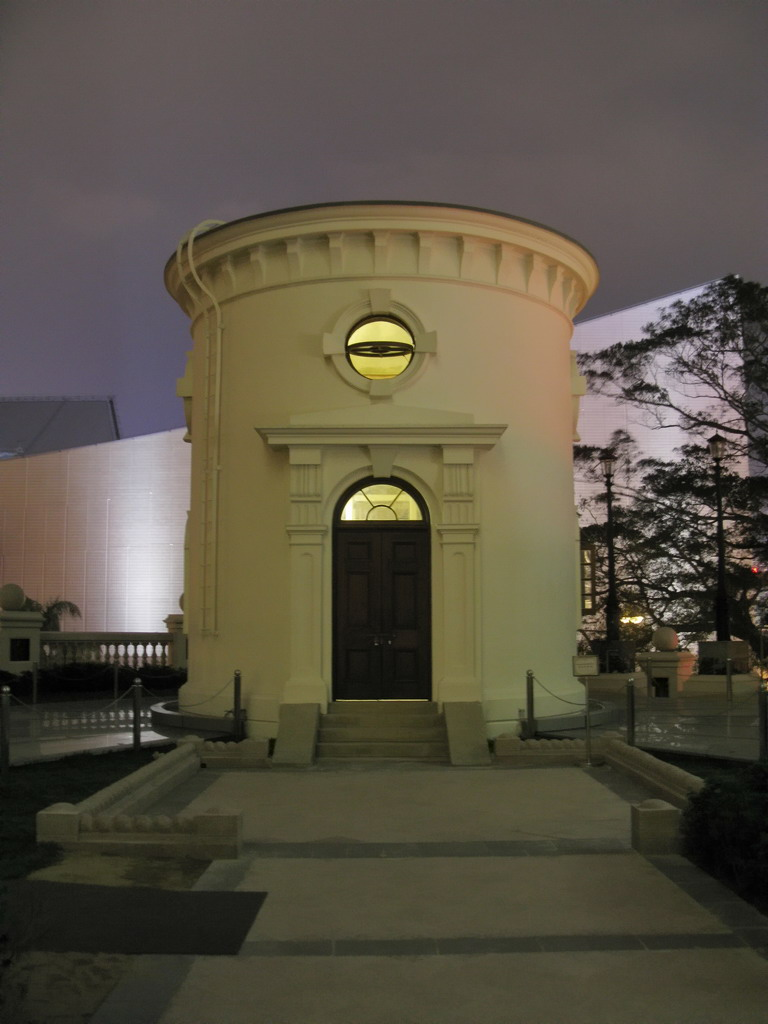
前香港水警總部時間球塔
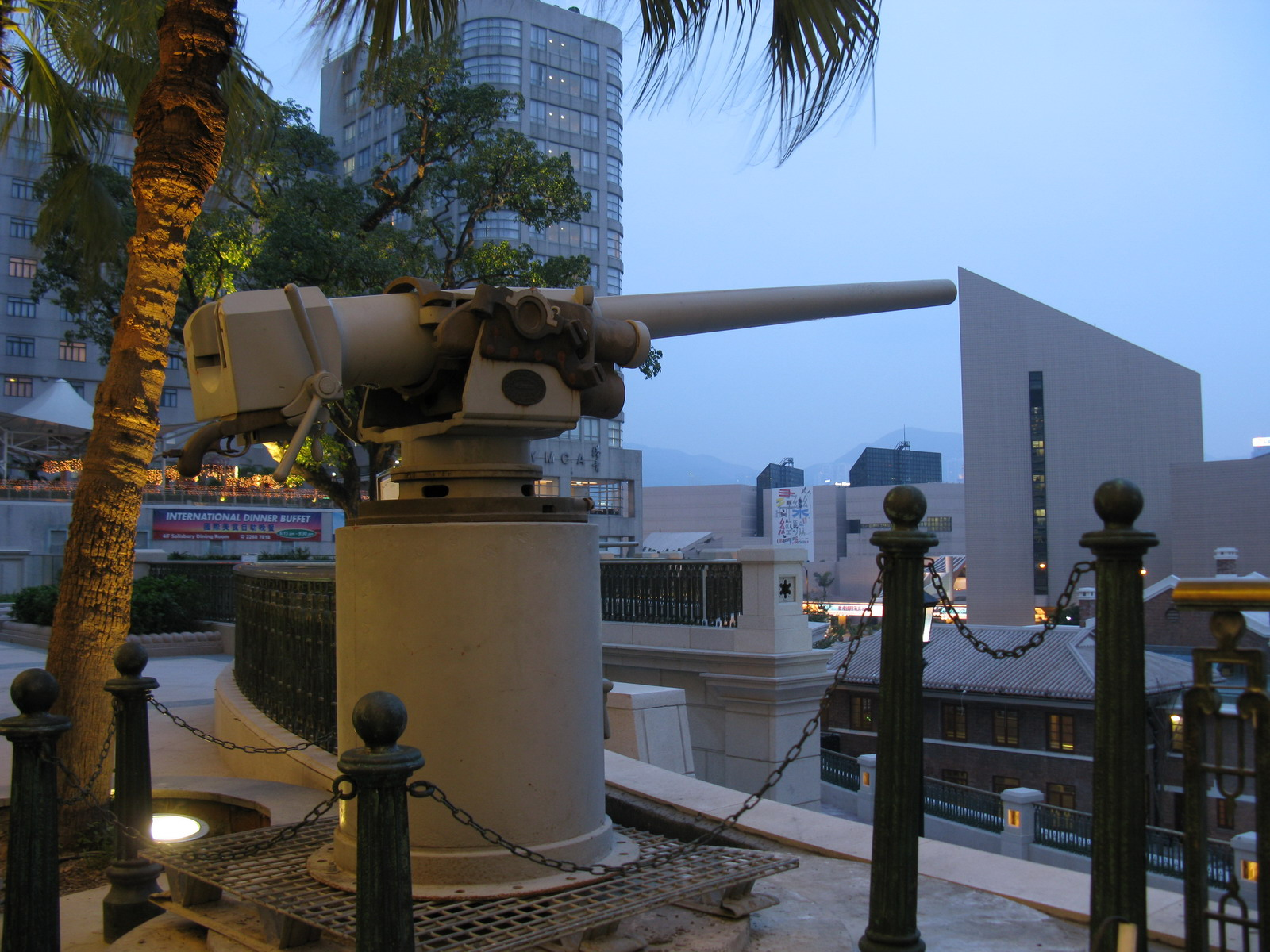
前香港水警總部炮台
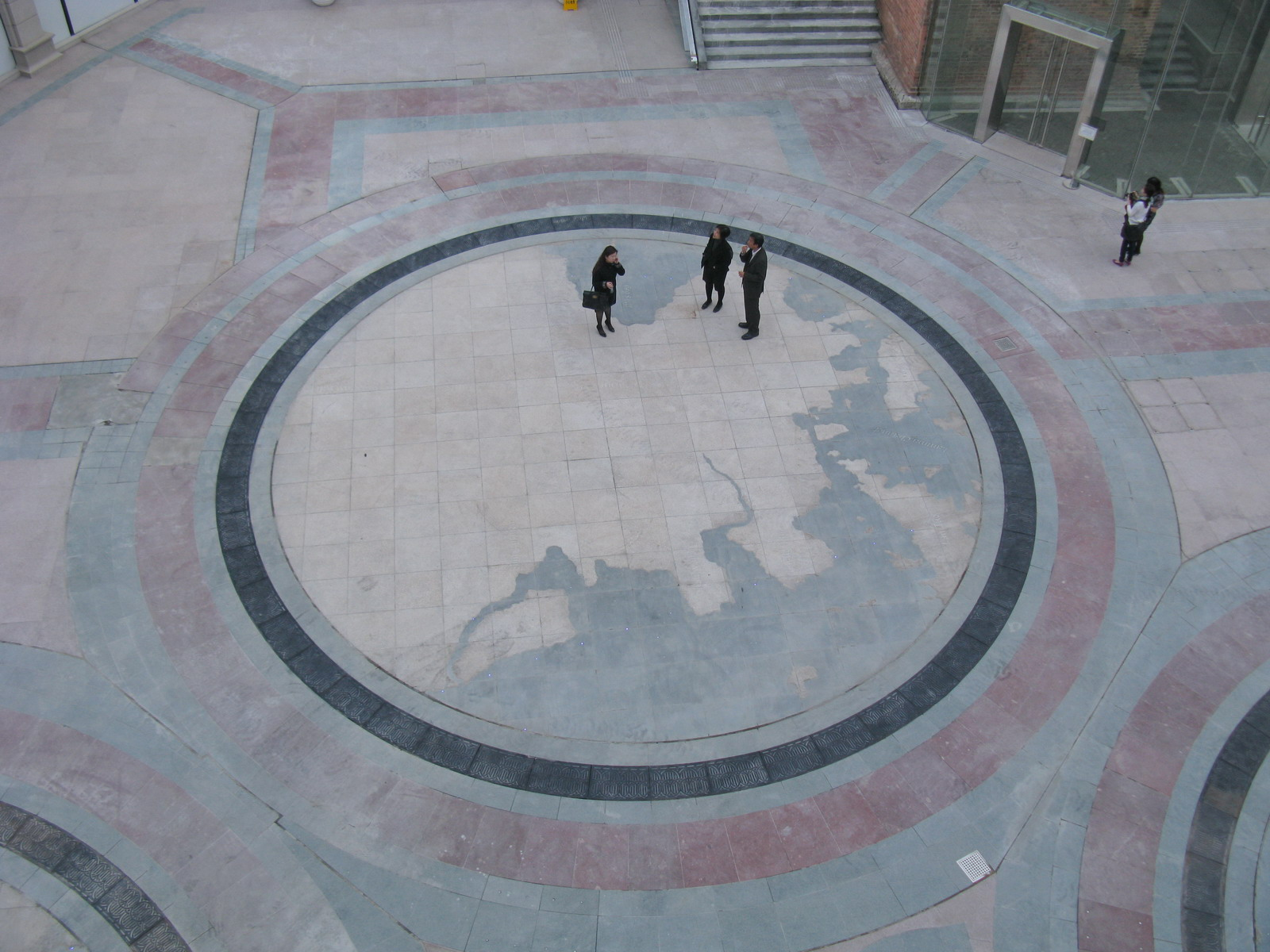
中央廣場鋪上一幅包括香港在內的地圖
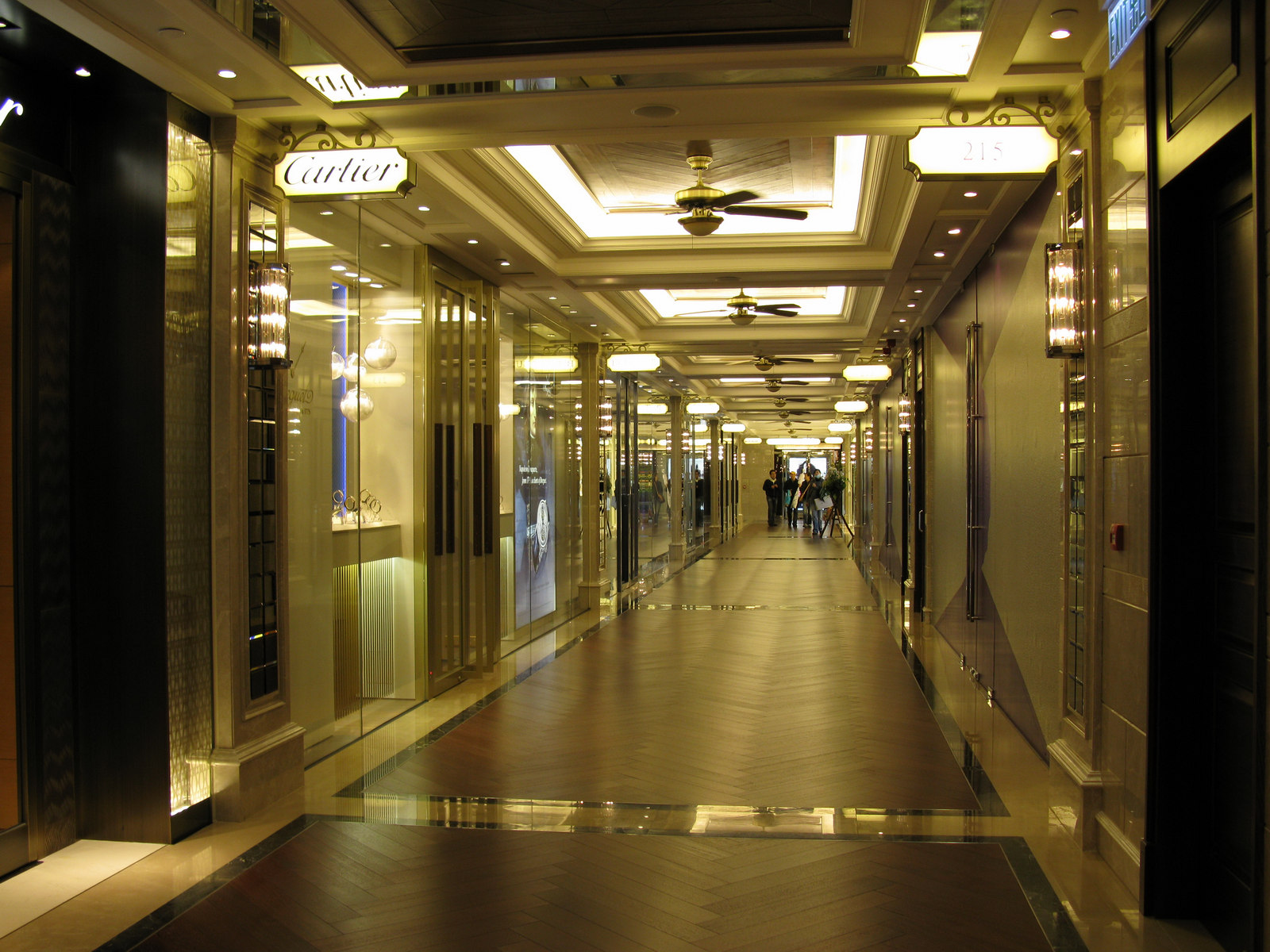
1881 Heritage 2樓商場通道
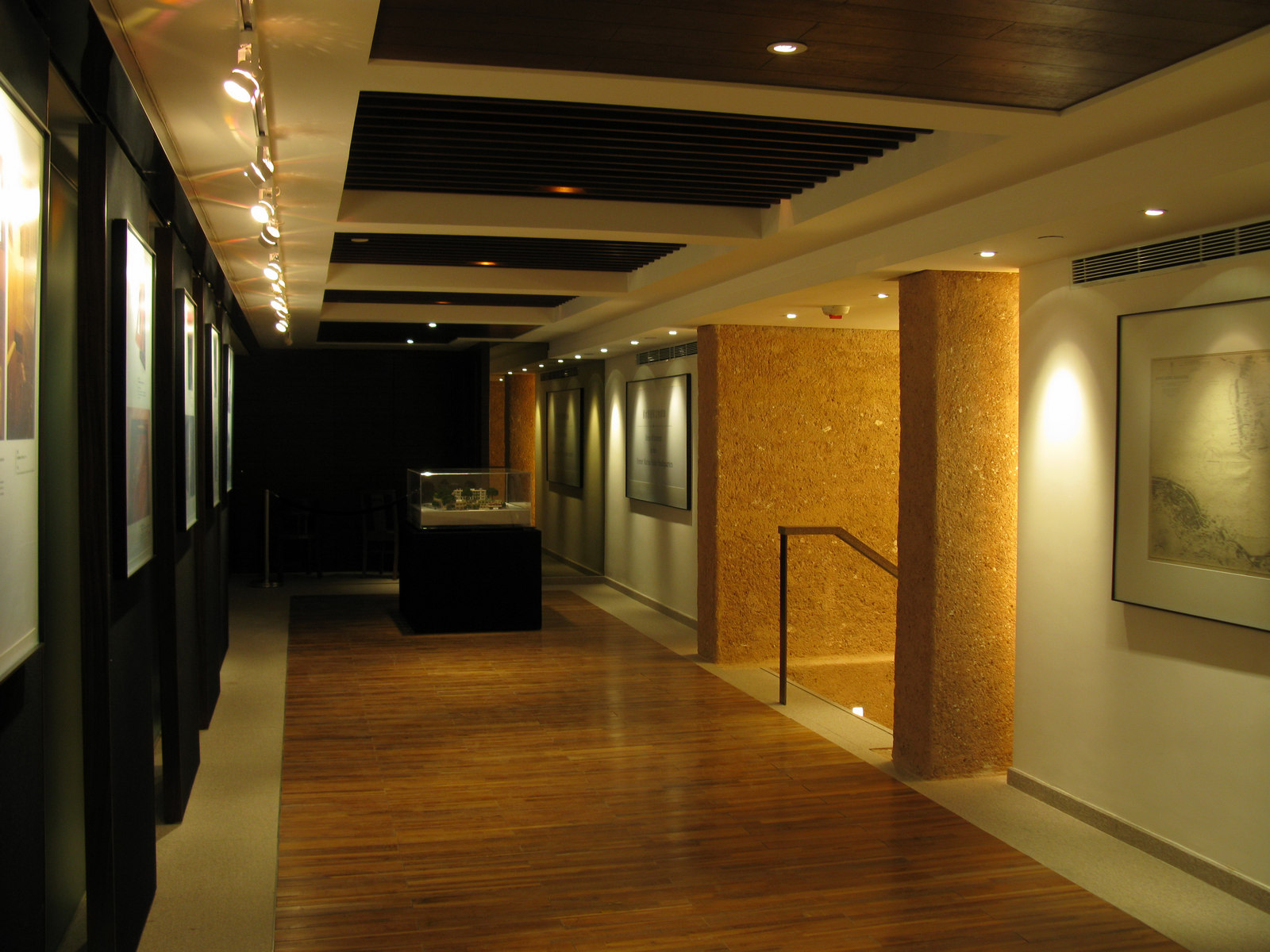
位於1881 Heritage內的前水警總部文物探知館，免費開放
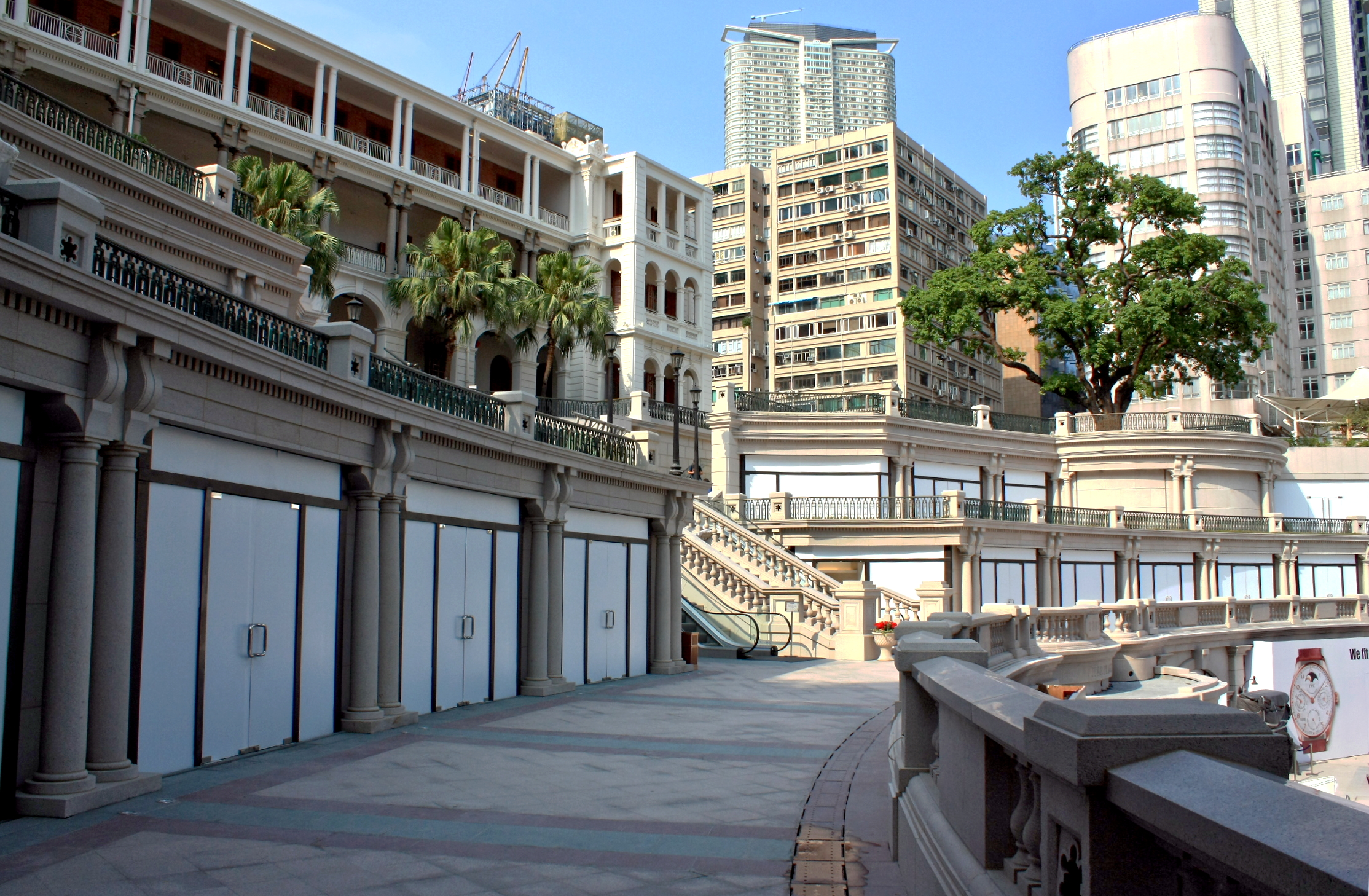
部份商店空置中 （2009年5月）
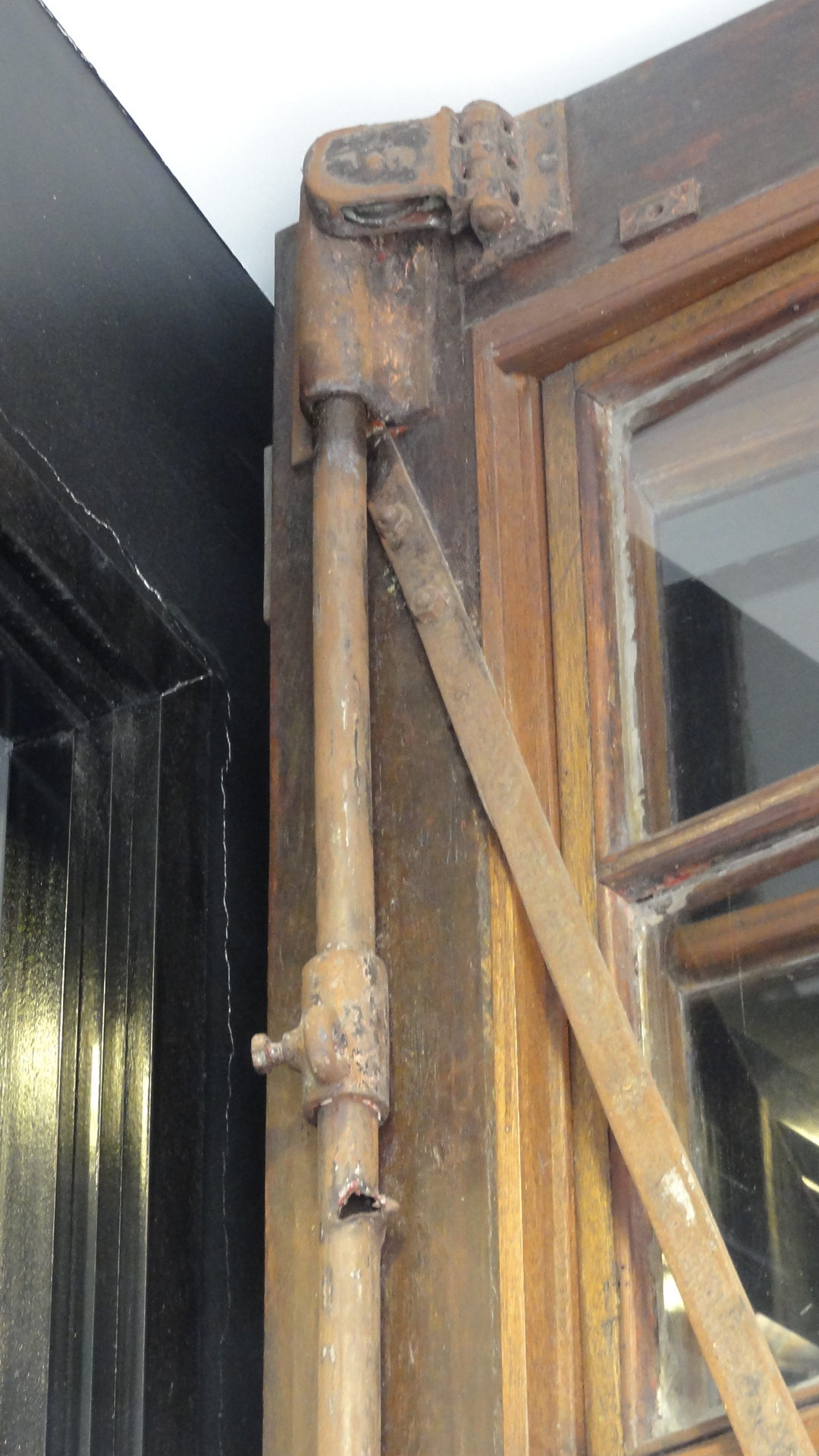
前九龍消防局門上的彈孔
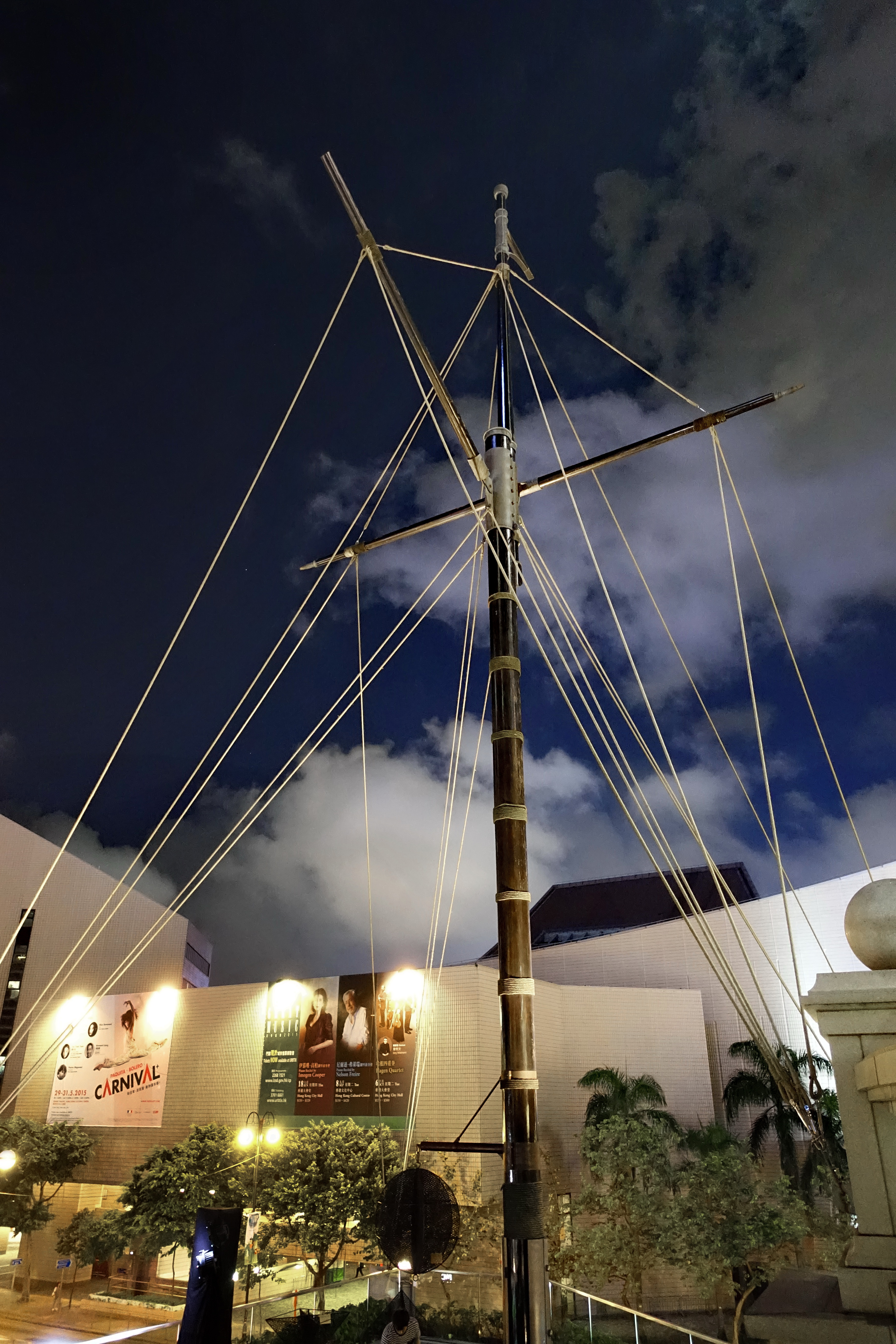
重置於1881年時間球塔旁的颱風訊號杆
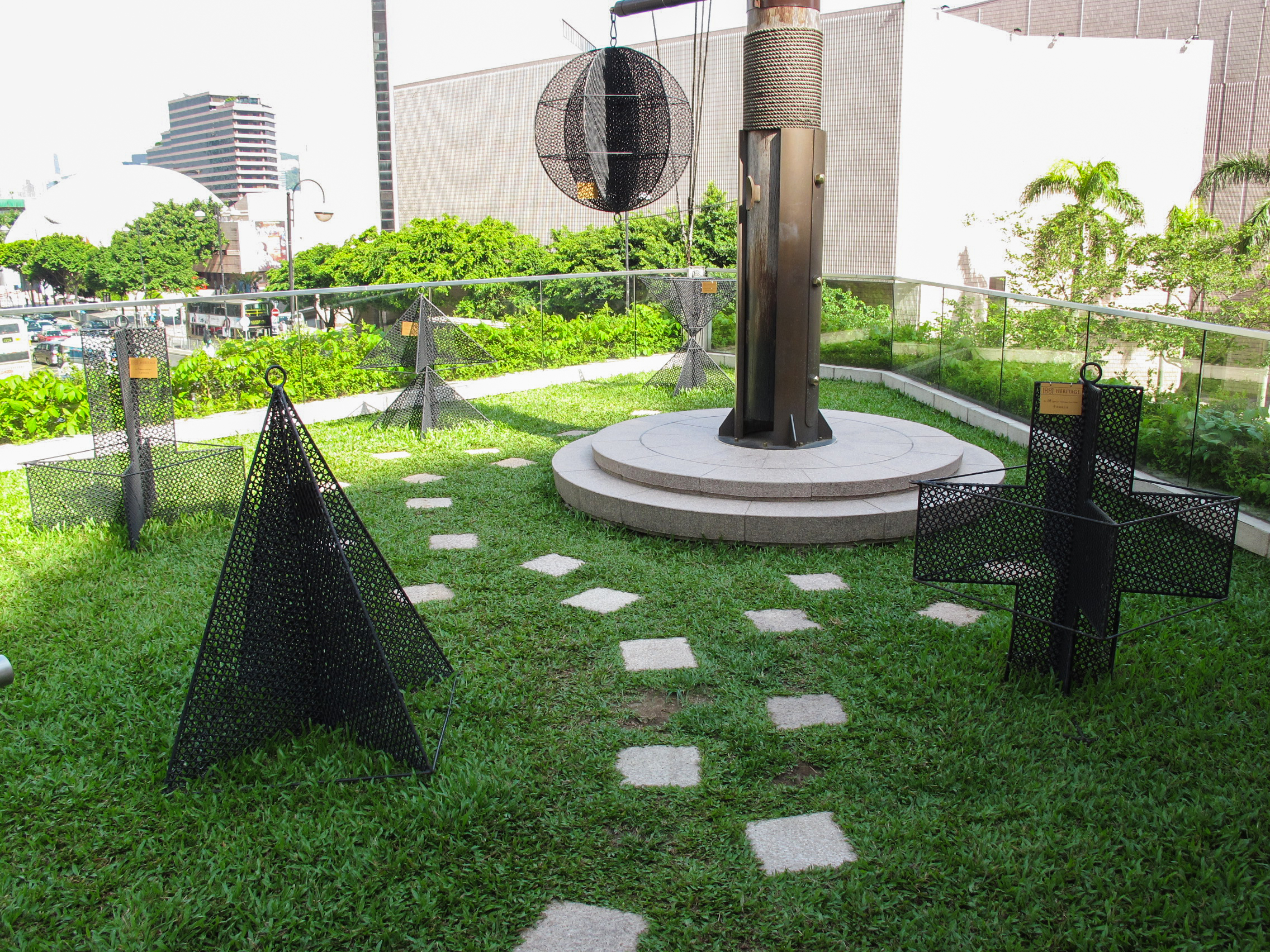
各種懸掛熱帶氣旋信號的圖樣，右方的為不屬於熱帶氣旋警告信號的強烈季候風信號
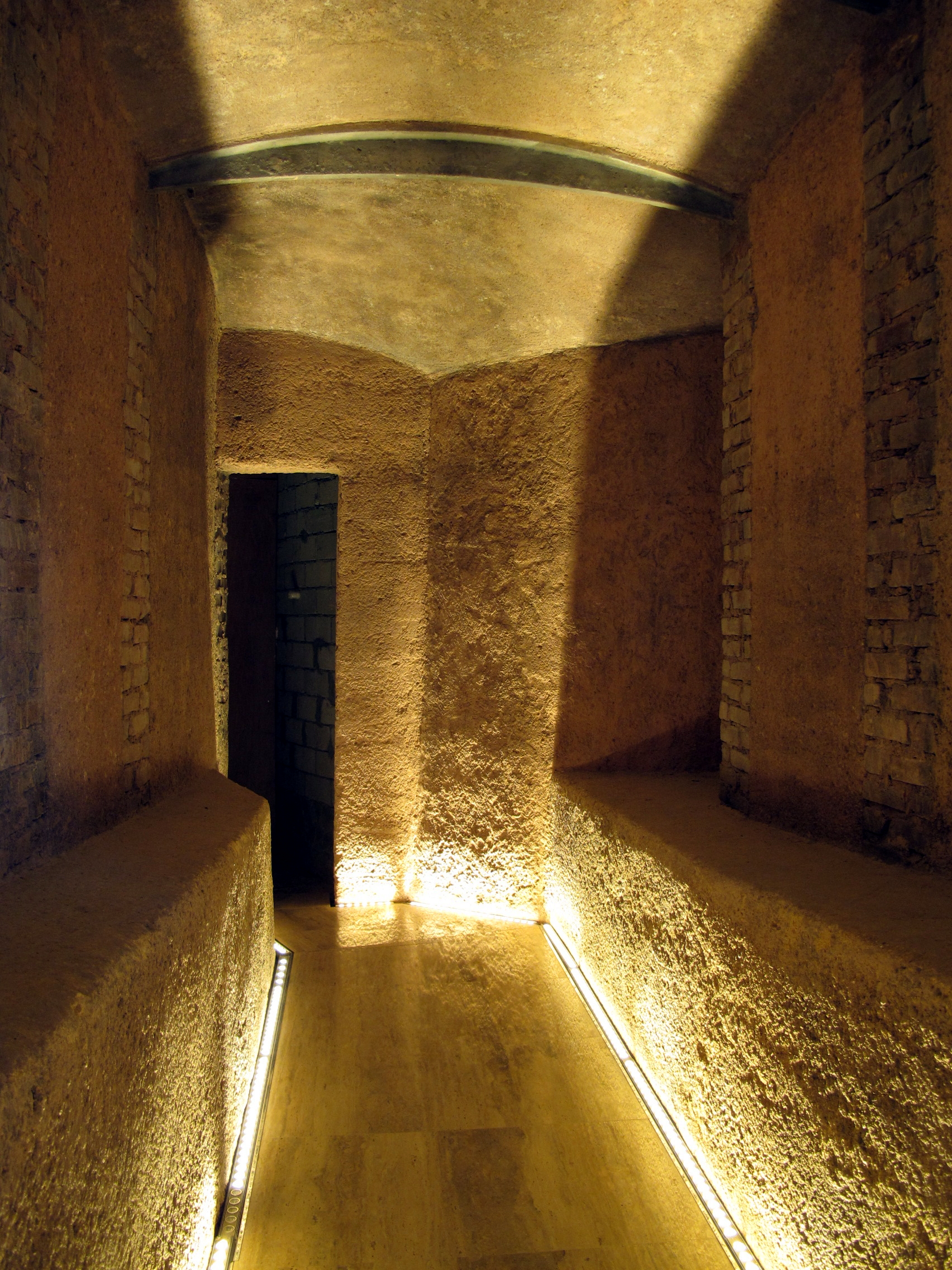
防空洞

## 改建過程圖片集

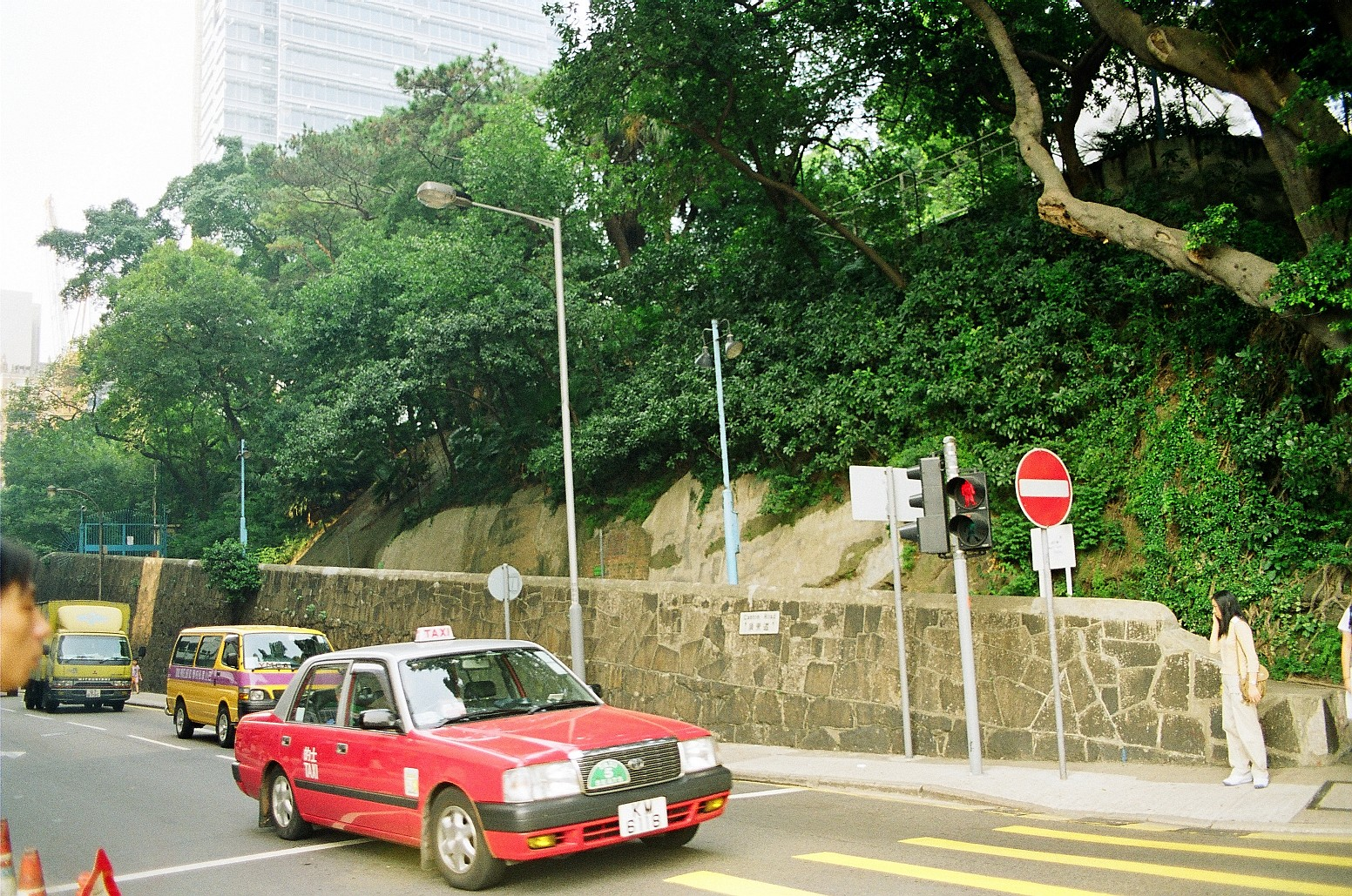
前尖沙咀水警總區總部已拆卸的石牆（2005年）
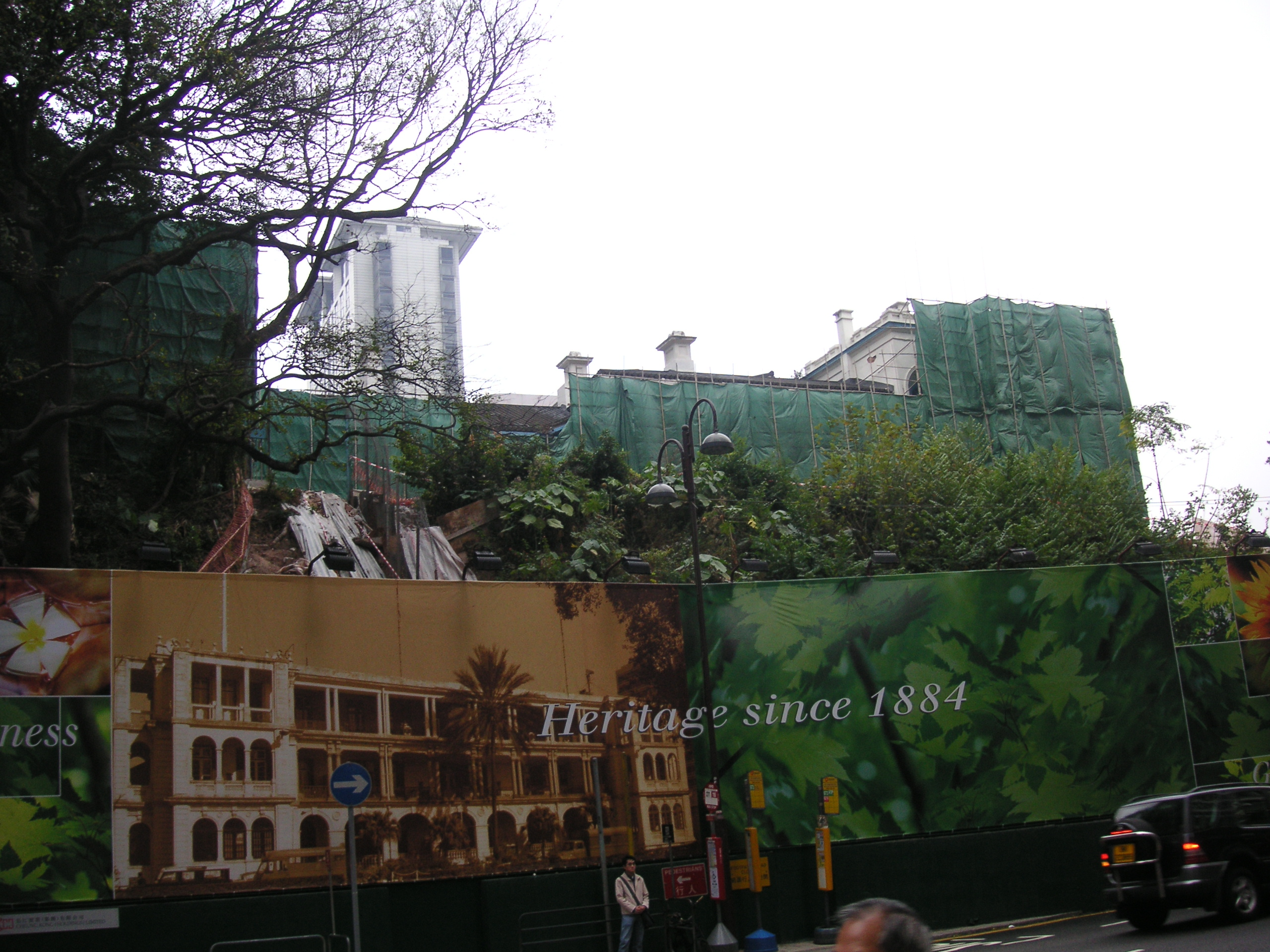
改建中的前香港水警總部地盤（2006年1月）
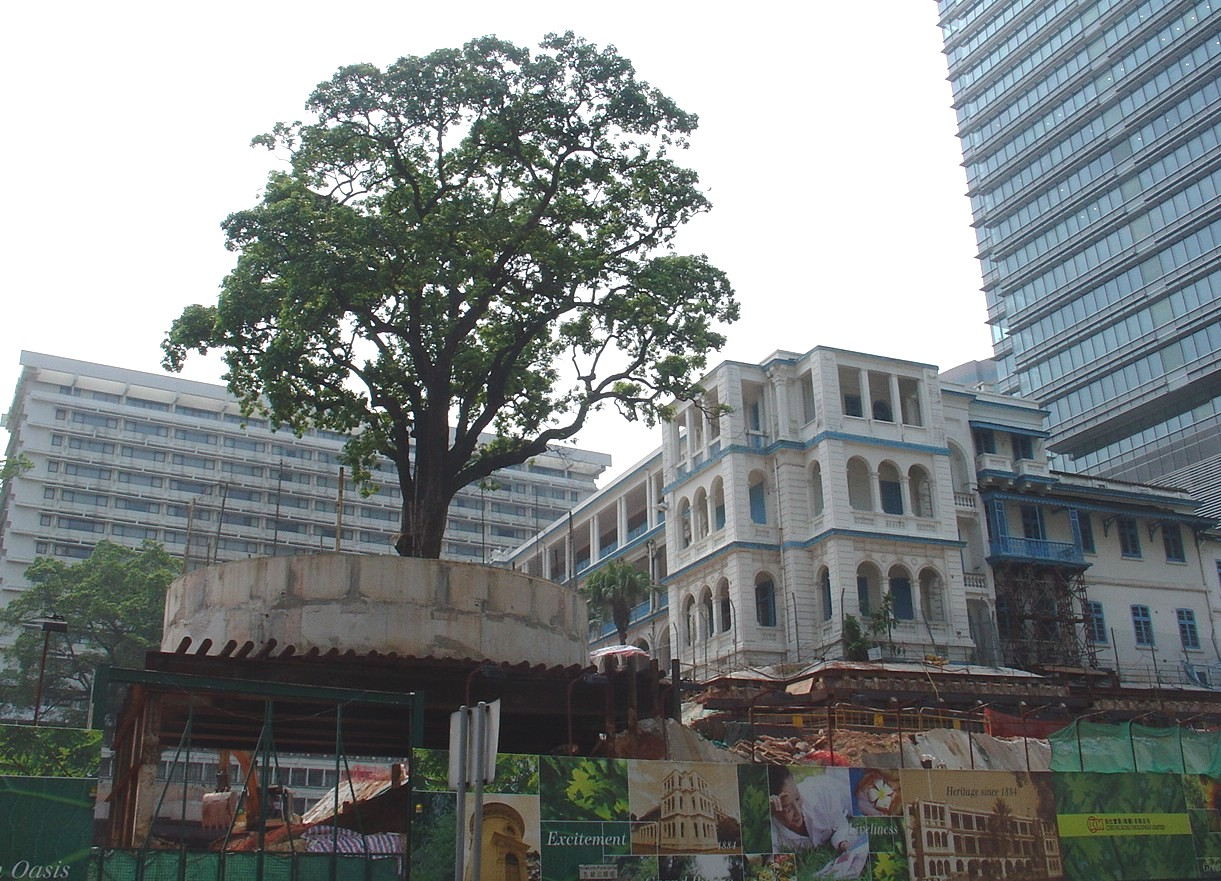
改建中的前尖沙咀水警總區總部地盤（2006年8月）
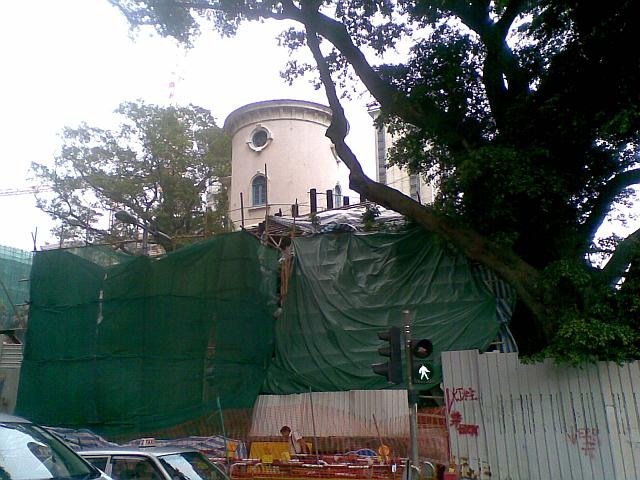
前香港水警總部報時塔（2007年8月）
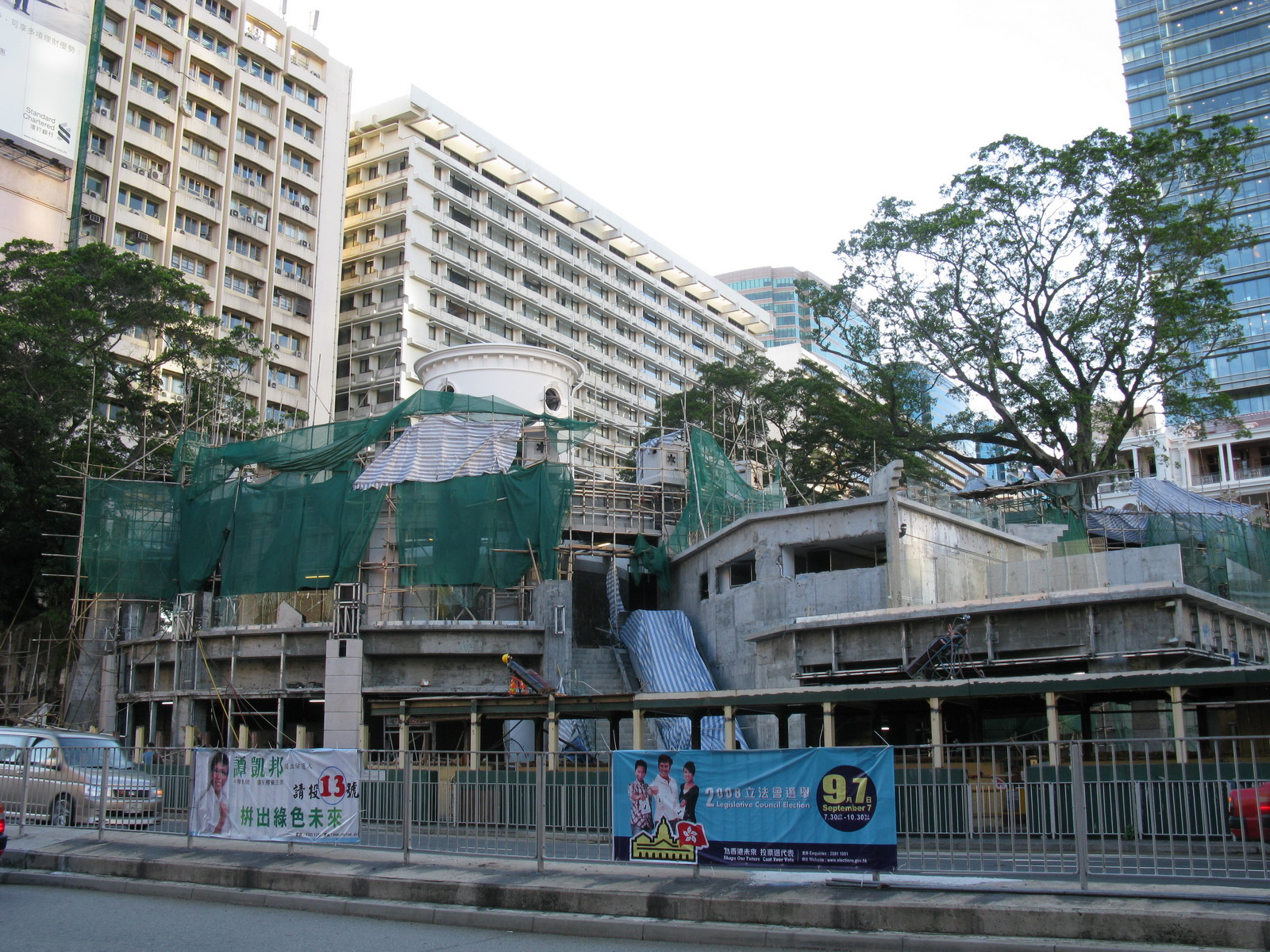
改建中的前香港水警總部地盤（2008年8月）
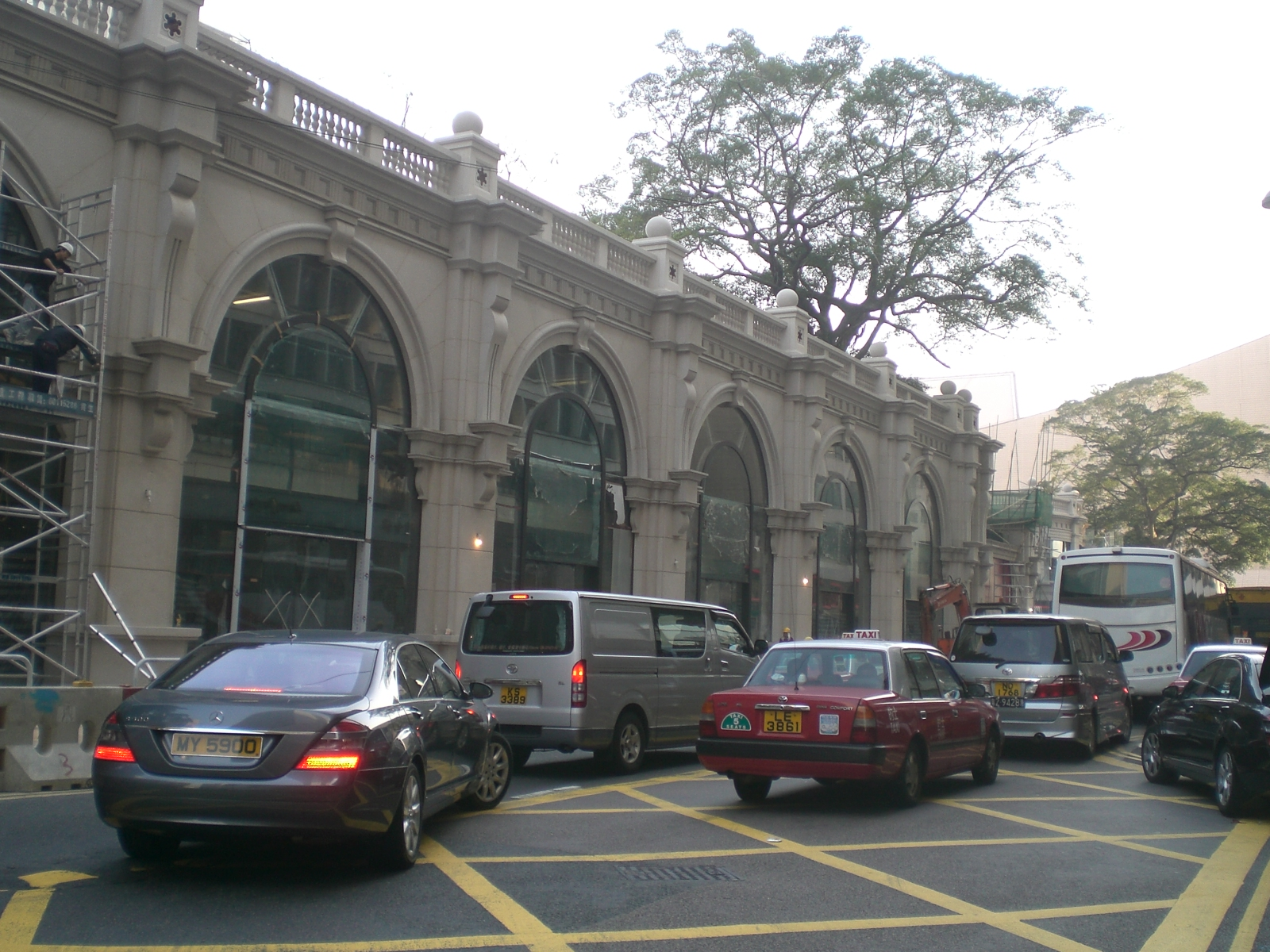
改建中的前香港水警總部地盤（2008年12月）

## 交通
大樓位於廣東道及梳士巴利道交界，與香港基督教青年會相鄰，可乘渡輪、巴士、港鐵荃灣綫至尖沙咀站或屯馬綫至尖東站步行前往。